# 髙木美帆
髙木 美帆（たかぎ みほ、1994年5月22日 - ）は、日本のスピードスケート選手である。女子1500メートル（m）の世界記録および1000mと3000mの日本記録を保持し、2010年からスピードスケート女子五輪日本代表を務める。

## 来歴
北海道中川郡幕別町の出身で、幕別町立札内中学校、北海道帯広南商業高等学校、日本体育大学体育学部体育学科、それぞれを卒業した。
両親と兄と姉の5人家族で、5歳からスケートを始める。姉はスピードスケート選手の髙木菜那（以下：菜那）である。
7歳からサッカーにも打ち込み、中学はとかち帯広フットボールクラブに参加し、北海道選抜メンバーとしてナショナルトレセン女子U-15合宿（Jヴィレッジ）に参加した。
2009年1月の全日本ジュニアスピードスケート選手権で総合優勝した。2月の世界ジュニア選手権で総合4位となり、2月のジュニアワールドカップは500mと1000mで優勝する。2×500m合計タイム80秒61は中学新記録である。
2009年12月のバンクーバー五輪代表選考会で、1000mを1分17秒77の中学新記録で3位となり、1500mを1分59秒47の中学新記録で優勝した。日本のスピードスケート史上最年少で1000m、1500m、チームパシュートで五輪代表に選出される。
2010年2月のバンクーバー五輪は、1000mは完走できなかった1人を除いて最下位の35位、1500mは23位であった。チームパシュートは小平奈緒、田畑真紀、穂積雅子とともにエントリーしたが、ずっと控えでレースには出場しなかったため、チームとしては銀メダルを獲得したが髙木美帆個人にはメダルは授与されなかった。3月の世界ジュニア選手権では、菜那、押切美沙紀とともにチームパシュートで銀メダルを獲得した。
2010年に帯広南商業高校へ進学。2012年1月21日にワールドカップ・ソルトレイクシティー大会の1000mで、1分15秒40の世界ジュニア新記録を樹立した。3月に帯広市の明治北海道十勝オーバルで開催された世界ジュニア選手権で、総合優勝となり、2013年大会も総合優勝し、日本人で初めて連覇した。

### 大学進学と代表落選まで
2012年12月19日にスポーツ推薦で日本体育大学に合格して2013年4月に入学した。
2013年12月の冬季ユニバーシアード1000mで、金メダルを獲得した。
2013年12月のソチオリンピック代表選考会は、全種目が5位となり日本代表に選出されず。一方、姉の菜那は日本代表に選出された。

### 世界制覇への道
2015年から日本ナショナルチームのヘッドコーチに就任したヨハン・デ・ヴィットの元で計画的に筋力トレーニングなどを図る。2015年2月の世界距離別スピードスケート選手権で、菊池彩花、菜那とともに団体パシュートで日本初の金メダルを獲得した。
2016年12月3日にワールドカップ第3戦1000mで初優勝した。12月21日の全日本選手権で全4種目を優勝し、田畑真紀以来14年ぶり史上7人目の完全優勝を達成した。
2017年2月21日に札幌冬季アジア大会スピードスケートの1500メートルで1位となり、23日のマススタートで金メダルを獲得した。
2017年3月3日から5日に開催された世界オールラウンドスピードスケート選手権大会で、銅メダルを獲得した。
2017年3月11日にワールドカップ同季最終戦で、押切美沙紀、菜那とともに団体パシュートを2季連続で種目別総合優勝を果たした。
2017年3月に日本体育大学を卒業し、日本体育大学野外スポーツ系運動学群氷上スポーツ研究室助手に採用された。
2017年11月10日から12日に開催されたワールドカップ・ヘーレンフェイン大会で、初日に菜那、佐藤綾乃とともに団体パシュートで2分55秒77の世界新記録で優勝し、2日目に1500mで優勝。11月17日から19日に開催されたワールドカップ・スタバンゲル大会では、初日に1500mで優勝。12月1日から3日に開催されたワールドカップ・カルガリー大会では、初日に3000mで3分57秒09の日本新記録で優勝。12月8日には、ワールドカップソルトレイクシティ大会で、菜那、佐藤綾乃とともに団体パシュートで2分50秒87の世界新記録で優勝した。

### 平昌オリンピック
2018年2月12日に平昌オリンピックのスピードスケートの1500mで、日本スピードスケート女子個人選手として初めて銀メダルを獲得。2月14日には、1000mで銅メダルを獲得した。
さらに、2月21日には団体パシュートで、菜那、佐藤綾乃、菊池彩花とともに2分53秒89のオリンピック新記録（低地世界記録でもある）で金メダルを獲得した。日本人が同一大会のオリンピックで金を含む3つ以上のメダルを獲得したのは、冬季オリンピックでは長野大会の船木和喜以来20年ぶり2人目である。日本人女性が夏季と冬季を通じて同一大会のオリンピックで金銀銅すべてのメダルを初めて獲得した。
2018年3月10日に世界オールラウンドスピードスケート選手権大会で、男女を通じて、日本選手として、欧米以外の選手としてそれぞれで史上初めて、大会総合優勝を果たした。
2017/18シーズンのワールドカップ最終戦で、3月17日に佐藤綾乃、菊池彩花とともに団体パシュートで優勝し、3月18日に1500mで優勝した。ワールドカップで、日本人で初めて団体パシュート3季連続総合優勝、日本女性で初めて1500m総合優勝、日本人で初めて全種目で総合優勝、それぞれを記録した。
2018年春の褒章で紫綬褒章を受章した。
2018/19シーズンの世界スプリント選手権で総合2位、世界オールラウンド選手権で総合2位となる。
2018/19シーズンのワールドカップ最終戦で、女子1500mで1分49秒83の世界新記録で優勝した。
2019/20シーズンの世界オールラウンド選手権と統合して行われた世界スプリント選手権で、大会総合優勝し、2018年世界オールラウンド選手権の優勝と併せ、日本人で初めて2冠を達成する。
2020年4月1日付で日本体育大学広報課職員になる。

### 北京オリンピック
2022年北京オリンピックでは5種目（個人4種目、団体1種目）に出場し、団体パシュートの準々決勝と準決勝を含めて計7レースに出場した。
最初に出場した3000mでは6位入賞。1500mで銀メダル、500mでは距離別の国際大会で初の表彰台、自己ベストを更新しての銀メダル、団体パシュートの3種目で銀メダルを獲得した。さらに最終種目となる2月17日に出場した1000mでは従来の記録を0秒37更新する1分13秒19の五輪新記録で自身初の五輪スピードスケート個人種目の金メダルを獲得した。
北京オリンピックの成績で、冬季オリンピック1大会で4つのメダル獲得は日本人選手史上最多となった。さらに、平昌オリンピックの成績とあわせて夏冬を通じてオリンピックでの日本女子選手最多だった柔道の谷亮子、アーティスティックスイミング（当時の名称はシンクロナイズドスイミング）の立花美哉・武田美保の5個を上回る史上最多の7個のメダル獲得となった。
2022年、紫綬褒章飾版受章。上月スポーツ賞受賞。JOC杯受賞。
2023年4月17日、日体大からの退職と、TOKIOインカラミへの3年契約での所属が発表された。
2024年2月17日、カナダのカルガリーで開催された世界距離別スピードスケート選手権大会で女子1000mに出場し、1分12秒83で優勝。世界オールラウンド選手権、世界スプリント選手権の3つの異なる世界選手権でタイトルを獲得した3人目の選手であり、2月18日の女子1500ｍで1分52秒29で優勝し、一大会での日本人初の2冠を達成する。
2025年1月25日、カナダのカルガリーで開催されたスピードスケートのワールドカップ第3戦で女子1000mに出場し、1分13秒10で優勝。五輪個人種目で男子の清水宏保、女子の小平奈緒に並び日本勢最多勝利記録となるW杯通算34勝目をマークすると、ミルウォーキーで開催された、同月31日のワールドカップ第4戦で女子1000mを1分13秒56で制してW杯通算35勝目を挙げ、日本歴代最多記録を更新した。35勝の内訳は1000m11勝、1500m23勝、3000m1勝。
2025年3月15日、ノルウェーのハーマルで開催された世界距離別スピードスケート選手権大会で女子1000mに出場し、1分14秒75で優勝。個人種目で日本女子初の連覇を達成した。女子パシュートでも2020年2月14日のソルトレークシティーで前回のインツェルに続き優勝し、連覇している。

## 人物・エピソード
- 名前の由来は、父が俳優の中山美穂のファンだったことから[39]。
- バンクーバー五輪代表選考会の1000mを3位で代表に選出されると、4位で代表に選出された岡崎朋美が23歳年上であることに、「親子みたい」と語る[40]。
- 進学を希望する帯広南商業高等学校は、推薦入試面接日とオリンピック開幕日、一般入試試験日と世界ジュニア選手権がそれぞれ重複したことで、髙木の両親と日本スケート連盟の要望を北海道教育委員会が検討し、入学試験を前倒して受験した。
- 高校の卒業式が海外遠征中にあたり不参加となり、のちに髙木の卒業式を催した[41]。
- 「一球入魂」を座右の銘としている。
- 小中学生の時期は姉とともにサッカーに励み、「姉はサイドバックで駆け上がるタイプ、妹はフォワードの点取り屋だった」と父が語る[42]。
- 大学のスケート部で自転車競技のMt.富士ヒルクライムに参加し、平成25年は年齢別5位[43][44]、平成26年は年齢別4位[45][46]、平成27年は年齢別優勝の成績を残した[47]。
- 姉と共にヒップホップダンスをたしなみ、発表会で披露した[48]。
- 家入レオのファンとして、2016年に幕別町で開催されたライブを菜那らと観覧して楽屋を訪問した。以降LINEや手紙で交流がある[49]。
- GLAYのHIGHCOMMUNICATIONS TOUR2007-2008帯広市民文化ホール公演のアンコールで、1組の観客がステージへ上がり曲をリクエストするコーナーで、メンバーから選ばれた。GLAY LIVE TOUR2010-2011 ROCK AROUND THE WORLDの同会場公演も、観覧中にTERUのMCで紹介された。
- 2010年3月22日に札幌ドームで催された北海道日本ハムファイターズと福岡ソフトバンクホークスの対戦で、5回裏終了時にインターバルショーで出演した。
- 2012年8月7日に帯広の森野球場で催された北海道日本ハムファイターズと福岡ソフトバンクホークスの対戦で、始球式で投球した。
- ソチオリンピックへ参加意欲を強くしている菜那に「そんなにガツガツしなくても」と冷めていたが、ソチ五輪日本代表に菜那だけが選出されると「そういう気持ちの差は、練習に対しての思いとか行動に表れる」と悟って闘争心が芽生えた[50]。
- 平昌五輪で新たな記録を更新し、夏冬通じて女子選手として初めて同一大会で金、銀、銅のメダルを獲得した。
- 清水宏保が結婚したことで、遠縁の親族となる[51]。
- 明治「明治プロビオヨーグルトR-1」のCMに出演した際は、大森南朋、吉田沙保里、高橋尚子と共演した[52]。

## 記録
| 種目  | 記録      | 日時           | 場所               | 備考                  |
| ----- | --------- | -------------- | ------------------ | --------------------- |
| 500m  | 37秒12    | 2022年2月13日  | 北京               | 銀メダル獲得          |
| 1000m | 1分11秒71 | 2019年3月9日   | ソルトレイクシティ | 日本記録、世界歴代2位 |
| 1500m | 1分49秒83 | 2019年3月10日  | ソルトレイクシティ | 世界記録、日本記録    |
| 3000m | 3分55秒45 | 2021年12月10日 | カルガリー         | 日本記録              |
| 5000m | 7分02秒72 | 2019年3月3日   | カルガリー         |                       |

## CM
- TOKIOインカラミ「トップアスリート篇」（2022年7月 - ）※平野歩夢と共演